# Hudson (Iowa)
Hudson ist eine Kleinstadt (mit dem Status „City“) im Black Hawk County im US-amerikanischen Bundesstaat Iowa. Das U.S. Census Bureau hat bei der Volkszählung 2020 eine Einwohnerzahl von 2.546 ermittelt.
Hudson ist Bestandteil der Waterloo – Cedar Falls metropolitan area.

## Geografie
Hudson liegt im mittleren Nordosten Iowas beiderseits des Black Hawk Creek, der über den Cedar River und den Iowa River zum Stromgebiet des Mississippi gehört.
Die geografischen Koordinaten von Hudson sind 42°24′24″ nördlicher Breite und 92°27′20″ westlicher Länge. Die Stadt erstreckt sich über eine Fläche von 21,94 km² und liegt vollständig in der Black Hawk Township.
Hudson liegt im südwestlichen Vorortbereich von Waterloo, dessen Zentrum 14 km von Hudson entfernt liegt. Weitere Nachbarorte der Stadt sind Cedar Falls (an der nördlichen Stadtgrenze), Evansdale (18,8 km ostnordöstlich), Gilbertville (22,7 km östlich), Buckingham (17,6 km südlich), Traer (24,2 km in der gleichen Richtung), Reinbeck (18,6 km südwestlich) und Dike (21,9 km westnordwestlich).
Die neben Waterloo nächstgelegenen weiteren größeren Städte sind Rochester in Minnesota (195 km nördlich), Dubuque an der Schnittstelle der Staaten Iowa, Wisconsin und Illinois (157 km östlich), Cedar Rapids (97,9 km südöstlich) und Iowas Hauptstadt Des Moines (162 km südwestlich).

## Verkehr
Der zum Freeway ausgebauten U.S. Highway 20 bildet die Nordgrenze des Stadtgebiets von Hudson. Der U.S. Highway 63 und der Iowa State Highway 58 treffen im Stadtzentrum von Hudson zusammen. Alle weiteren Straßen sind untergeordnete Landstraßen, teils unbefestigte Fahrwege sowie innerörtliche Verbindungsstraßen.
Der nächstgelegene Flughafen ist der 19 km nordnordöstlich gelegene Waterloo Regional Airport, von wo aus durch Zubringerflüge mehrerer Fluggesellschaften Anschluss an die Großflughäfen Chicago O’Hare und Minneapolis-Saint Paul hergestellt wird.

## Bevölkerung
Nach der Volkszählung im Jahr 2010 lebten in Hudson 2282 Menschen in 878 Haushalten. Die Bevölkerungsdichte betrug 104 Einwohner pro Quadratkilometer. In den 878 Haushalten lebten statistisch je 2,6 Personen.
Ethnisch betrachtet setzte sich die Bevölkerung zusammen aus 98,1 Prozent Weißen, 0,3 Prozent Afroamerikanern, 0,5 Prozent Asiaten sowie 0,7 Prozent aus anderen ethnischen Gruppen; 0,4 Prozent stammten von zwei oder mehr Ethnien ab. Unabhängig von der ethnischen Zugehörigkeit waren 1,6 Prozent der Bevölkerung spanischer oder lateinamerikanischer Abstammung.
26,1 Prozent der Bevölkerung waren unter 18 Jahre alt, 59,5 Prozent waren zwischen 18 und 64 und 14,4 Prozent waren 65 Jahre oder älter. 50,7 Prozent der Bevölkerung waren weiblich.
Das mittlere jährliche Einkommen eines Haushalts lag bei 75.833 USD. Das Pro-Kopf-Einkommen betrug 33.167 USD. 5,9 Prozent der Einwohner lebten unterhalb der Armutsgrenze.

## Persönlichkeiten
- Kylie Deberg (* 1999), Volleyball- und Beachvolleyballspielerin